# Natalija Starczenko
Natalija Petriwna Starczenko, ukr. Наталія Петрівна Старченко (ur. 12 maja 1961 w obwodzie kirowohradzkim) – ukraińska historyczka specjalizująca się w dziejach Rzeczypospolitej Obojga Narodów.

## Życiorys
W 1991 roku ukończyła studia na Wydziale Archeologii i Muzealnictwa Uniwersytetu Kijowskiego. W 2001 roku uzyskała stopień doktora (kandydata) nauk historycznych, a w 2015 roku habilitację.
Od 1992 roku pracuje w Instytucie Ukraińskiej Archeografii i Studiów Źródłowych Narodowej Akademii Nauk Ukrainy. Równocześnie od 2002 roku jest pracownikiem naukowym w Zakładzie Historii Ukrainy Średniowiecza i Wczesnej Nowożytności Instytutu Historii Ukrainy Narodowej Akademii Nauk Ukrainy.
Jej głównym obszarem badawczym są dzieje szlachty wołyńskiej, jej pozycja prawna i społeczna, sytuacja kobiet. Podkreśla rolę szlachty ruskiej w dziejach Rzeczypospolitej Obojga Narodów oraz Ukrainy.

## Najważniejsze publikacje
- Czest´, krow i rytoryka. Konflikt u szlachetśkomu seredowyszczi Wołyni. Druha połowyna XVI – poczatok XVII stolittia, Kijów 2014
- Ukrajiński swity Reczi Pospołytoji. Istoriji pro istoriju, 2021 (wydanie polskie: Ukraińskie światy Rzeczypospolitej, Kraków 2024).